# Saint-Malo-en-Donziois
Saint-Malo-en-Donziois este o comună în departamentul Nièvre din centrul Franței. În 2009 avea o populație de 134 de locuitori.

## Evoluția populației
| An        | 1975 | 1982 | 1990 | 1999 | 2006 | 2009 |
| --------- | ---- | ---- | ---- | ---- | ---- | ---- |
| Populație | 154  | 127  | 121  | 115  | 129  | 134  |